# 학원신선조
《학원 신선조 ~ 소녀들의 마음은 국중법도~》(学園☆新選組)는 메이비 소프트의 2008년 작 에로게이다. 주 내용은 일본 막부 말의 신선조를 현대에서 다시한번 설정을 따 와서 다룬다는 내용이다.

## 등장인물
- 곤도 이사미 국장
- 오키타 소오시
- 사이토 하츠네
- 나카쿠라 야치
- 하사다 사노
- 히지키타 토시오

## 제작진
- 원화 : 아사주
- 시나리오 :
- 제작 : 메이비 소프트
- 발매 : 테크아츠

## 같이 보기
- 신선조